# 法福寺 (長岡市)

日蓮聖人獅子吼の銅像

法福寺（ほうふくじ）は、新潟県長岡市寺泊（旧寺泊町）にある日蓮宗の寺院である。山号は寺泊山。旧本山は、京都妙覚寺。奠師法縁。

## 歴史
寺伝によれば天平宝字元年（757年）頃、越前国の泰澄が現境内南方の山頂に開創したのを起源とする。当初は法華堂と号していたが、いつのころか法華寺と号すようになった。
弘仁3年（812年）、最澄が寺泊を訪れ、天台宗に改宗される。
文永8年10月21日（1271年11月24日）、 佐渡へ配流される日蓮が途中の寺泊に到着する。このとき、日本海特有である冬の海風が強く、佐渡へ渡ることが出来なかったため（結果的に7日間）寺泊に逗留した。この間、時の法華寺住職が日蓮に会い心服し、自ら請いて弟子となり日傳と改名。日蓮を開山と仰ぎ、法福寺の寺号を頂いた（後日、佐渡へ渡った日蓮へ会いに行ったとき頂いたとする説もある）。なお、逗留中、日蓮は『寺泊御書』を述作するが、これに用いた水を汲んだ井戸が今でもかれずに残っており、硯水の井戸 と名付けられ大切にされている。
文亀元年4月6日（1501年4月23日）、火災。山頂より現在の活動拠点である中腹へと堂宇を移転する。
永正7年（1510年）、永正の乱で戦火を浴びる。
宝永3年（1706年）、日蓮が逗留された土地が石川家より寄進さる。
寛保2年（1742年）、このころの村鑑に「祖師堂。長三間半、横三間半、法福寺境内に御座候」とある。
寛延4年4月27日（1751年5月22日）、祖師堂類焼する。
寛政8年6月4日（1796年4月23日）、山崩れにより本堂損壊する。
文化元年（1804年）、このころ成立したと思われる風土記に、客殿、庫裡、番神堂、石鳥居、稲荷社、鐘楼、法華堂跡、（現在は松食い虫の被害にあって切り倒された）松、薬医門などが法福寺にあった、と書かれている。
文政7年12月（1825年1 - 2月）、良寛の妹むら子（むら？）死去。法福寺墓地へ埋葬される。
慶応4年5月（1868年6 - 7月）、水戸脱藩兵信夫善治（本名：水戸藩家老職、佐藤図書）死去。法福寺墓地へ埋葬される。
明治5年11月11日（1872年12月11日）、類焼。堂宇が灰燼に帰す。

## 境内
- 本堂
- 梵鐘
- 宝物殿
- 観音像

以下は本堂西南方に位置する飛地境内に所在。
- 祖師堂
- 日蓮聖人獅子吼の銅像
- 硯水の井戸

## 主な行事
- 1月3日 新年祝祷会、檀信徒総会、檀信徒新年懇親会
- 1月25 - 31日 寒行
- 3月彼岸中日 春季彼岸会
- 5月 - 6月頃 団参,檀信徒懇親旅行(交互隔年)
- 6月第1土曜日 写経会
- 6月第4日曜日 開山会
- 8月1日 盂蘭盆会
- 9月彼岸中日 秋季彼岸会
- 10月中旬の友引 覚信精舎
- 11月第2日曜日 お会式
- 11月27日 お会式（祖師堂）
- 12月13日 唱題会（祖師堂）
- 12月31日 除夜の鐘

- 毎月第3金曜日 お経会
- 不定期 万灯講（仮称）練習

## 旧末寺
日蓮宗は昭和16年に本末を解体したため、現在では、旧本山、旧末寺と呼びならわしている。
- 善行山明聖寺（長岡市寺泊上田町）

## アクセス
- 公共交通機関
  - 上越新幹線「長岡駅」下車。
タクシー：約40分。
バス：大手口バスターミナル12番「急行　長岡駅＝与板＝寺泊線」約1時間。「寺泊大町」停下車。徒歩約5分。
  - 越後線「寺泊駅」下車。
バス：駅前「急行　長岡駅＝与板＝寺泊線」15分。「寺泊大町」停下車。徒歩約5分。
- 自家用車
  - 北陸自動車道
関東方面より - 中之島見附ICより21km
北陸方面より - 西山ICより27km
東北方面より - 三条燕ICより19km

## 所在地
- 新潟県長岡市寺泊二ノ関2720